# Alfredo de Beverley
Alredo ou Alfredo de Beverley (em inglês: Alfred of Beverley; floresceu em 1143) foi um cronista inglês e sacristão da igreja de Beverley, East Riding of Yorkshire, na primeira metade do século XII.
Escreveu, aparentemente por volta de 1143, uma crônica intitulada Annales sive Historia de gestis regum Britanniae, que começa com Bruto e prossegue com a história da Inglaterra até 1129. Este trabalho foi editado por T. Hearne (Oxford, 1716), e ao mesmo tempo gozava de alguma reputação como fonte. É, porém, uma mera compilação e sem nenhum valor.
Godofredo de Monmouth e Simeão de Durham são as fontes principais de Alfredo.